# Třída Royal Sovereign
Třída Royal Sovereign byla třída barbetových bitevních lodí (predreadnoughtů) provozovaných britským královským námořnictvem. Postaveno bylo osm jednotek, které byly ve službě v letech 1892–1915. Poslední jednotka HMS Hood byla postavena podle upraveného projektu. Za první světové války byla bojově nasazena pouze HMS Revenge. Ostatní byly již dříve vyřazeny. Třída Royal Sovereign se stala prototypem typu bitevních lodí označovaných jako predreadnoughty. Britské námořnictvo takto koncipovaná plavidla stavělo dalších 15 let.

## Stavba

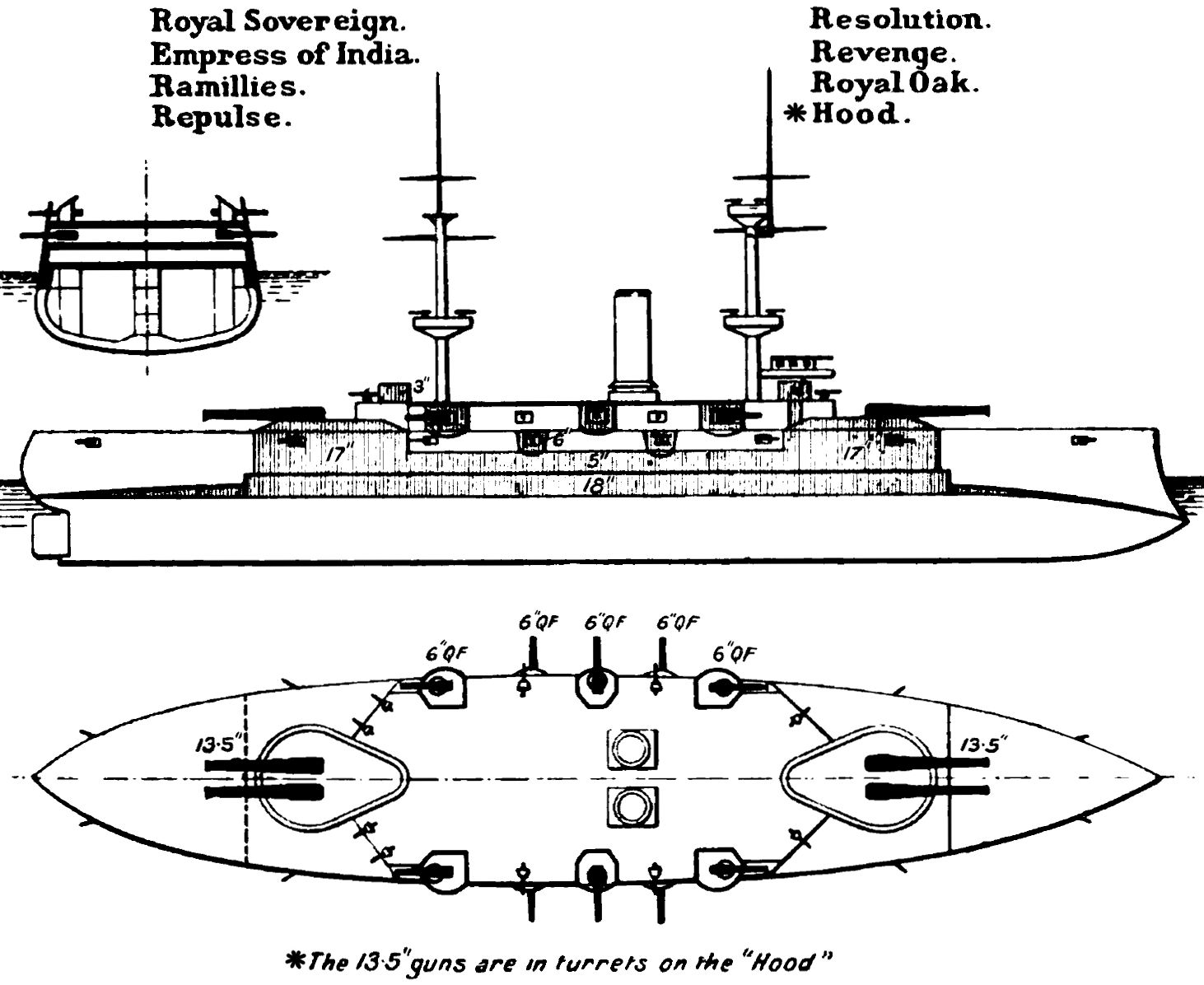
Základní uspořádání třídy Royal Sovereign

Při projektování nových bitevních lodí byly využity zkušenosti z provozu dosavadních britských barbetových a věžových obrněných lodí. Základní uspořádání připravované třídy vycházelo z barbetových obrněných lodí třídy Admiral. Za účelem zlepšení nautických vlastností plavidel byly přidáním jedné horní paluby dosaženo výššího volného boku. Kvůli zachování stability bylo upuštěno od dělových věží a hlavní výzbroj byla umístěna na barbetách. Výsledné plavidlo bylo rychlejší, lépe vyzbrojené, avšak za cenu velkého nárůstu výtlaku. V letech 1889–1894 bylo postaveno celkem sedm jednotek základní verze této třídy.
Zároveň bylo, podle upraveného projektu, postaveno ještě osmé plavidlo Hood. Kvůli ubrání jedné paluby mělo nízký volný bok, přičemž jeho hlavní výzbroj byla uložena v dělových věžích. Plavidlo kvůli tomu mělo výrazně horší nautické vlastnosti.
Jednotky třídy Royal Sovereign:
| Jméno                            | Loděnice            | Založení kýlu    | Spuštěna          | Vstup do služby | Poznámka |
| -------------------------------- | ------------------- | ---------------- | ----------------- | --------------- | --- |
| HMS Royal Sovereign              | Portsmouth Dockyard | 30. září 1889    | 26. února 1891    | květen 1892     | Sešrotována 1913. |
| HMS Empress of India (ex Renown) | Pembroke Dockyard   | 9. července 1889 | 7. května 1891    | srpen 1893      | Roku 1913 potopena u Portlandu jako cvičný cíl.                                                                                       |
| HMS Repulse                      | Pembroke Dockyard   | 1. ledna 1890    | 27. února 1892    | duben 1894      | Sešrotována 1911. |
| HMS Ramillies                    | Thomson             | 11. srpna 1890   | 1. března 1892    | říjen 1893      | Sešrotována 1913. |
| HMS Resolution                   | Palmer              | 14. června 1890  | 28. května 1892   | listopad 1893   | Sešrotována 1914. |
| HMS Revenge                      | Palmer              | 12. února 1891   | 3. listopadu 1892 | březen 1894     | Sešrotována 1919. |
| HMS Royal Oak                    | Laird               | 29. května 1890  | 5. listopadu 1892 | červen 1894     | Sešrotována 1914. |
| HMS Hood                         | Chatham Dockyard    | 1889             | 30. července 1891 | květen 1893     | Rezerva 1904, testovací cílová loď 1911–1914, první válečná loď vybavená protitorpédovou obšívkou, 1914 potopena v přístavu Portland. |

## Konstrukce (Royal Sovereign)

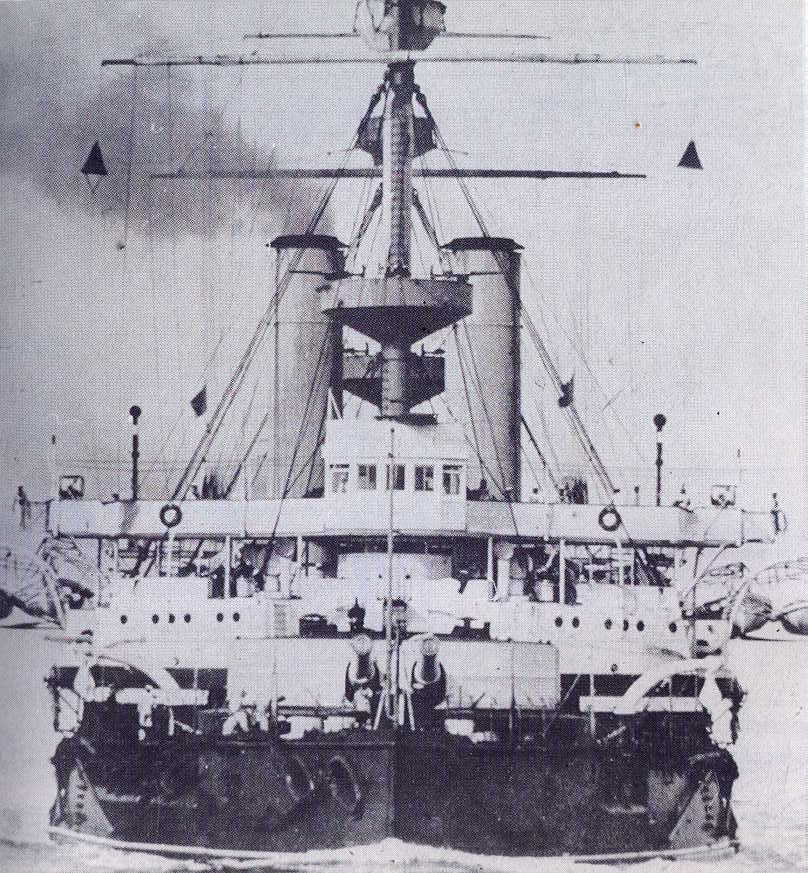
HMS Hood

Hlavní tvořily čtyři 343mm kanóny umístěné ve dvoudělových barbetách. Doplňovalo je deset 152mm kanónů sekundární ráže, z nichž byly čtyři v pancéřových kasematách a zbývajících šest se nacházelo o palubu výše v postaveních krytých štíty. Lehkou výzbroj představovalo šestnáct 57mm kanónů, dvanáct 47mm kanónů a sedm 450mm torpédometů. Pohonný systém tvořilo osm kotlů a dva parní stroje s trojnásobnou expanzí o výkonu 9000 ihp, pohánějící dva lodní šrouby. Nejvyšší rychlost dosahovala 15,5 uzlu. Dosah byl 9700 námořních mil při rychlosti 10 uzlů.

## Služba
Po vstupu do služby plavidla sloužila zčásti ve Středomoří a zčásti v Lamašském průlivu. Po roce 1902 zůstala soustředěna v domácích vodách. Ještě před vypuknutím první světové války jich bylo sedm vyřazeno.
Jediná Revenge od roku 1906 sloužila jako dělostřelecká cvičná loď. Roku 1912 byla poškozena kolizí a převedena do rezervy. Mezitím vypukla světová válka. Námořnictvo postrádalo plavidla vhodná pro podporu pozemních jednotek na evropském bojišti. Po určitých úpravách byla Revenge od listopadu 1914 nasazena při ostřelování pozemních cílů ve Flandrech. V dubnu až květnu 1915 byla v Chathamu modernizována a vybavena protitorpédovou obšívkou. V srpnu 1915 byla přejmenována na HMS Redoutable, čímž se její původní jméno uvolnilo pro novou bitevní loď třídy Revenge. Po nasazení nových monitorů mohla být do prosince 1915 přestavěna na plovoucí kasárna. Do 1919 sloužila jako tendr pro HMS Victory. Roku 1919 byla sešrotována.